# 山西省政府 (中華民國)
山西省政府是中華民國南京國民政府在山西省的最高地方行政機關。自民國16年（1927年）6月晉系軍閥閻錫山加入南京國民政府、成立省政府並自任主席開始，到民國38年（1949年）4月中國人民解放軍攻入太原市為止，前後歷時23年。

## 構成
民國16年（1927年）6月3日，閻錫山承認南京國民政府。根據國民政府頒佈的《省政府組織法》，閻錫山由省長改稱主席。民國17年（1928年）10月，山西省公署改組為山西省政府，裁撤政務廳，設置了民政、財政、教育、實業4廳；之後又增設工商廳。民國21年（1932年）2月，山西省政府依據《國民政府組織法》設置了山西省政府委員會，由徐永昌擔任主席。
民國26年（1937年）中國抗日戰爭開始後，閻錫山於7月底在太原組織成立了山西省總動員實施委員會，正副主任委員分別由閻錫山和山西省政府主席趙戴文充任。11月8日，太原淪陷，山西省軍政機關撤至臨汾。民國34年（1945年）8月日本無條件投降後，山西省政府從臨汾遷回太原，裁撤了視察委員會和編練處；不久，奉南京國民政府令，在4廳1處的基礎上，先後增設了警務處、社會處、新聞處、會議處、審核處、統計處、衛生處、地政局、文獻委員會、宣傳委員會、自然科學研究院等機構。民國38年（1949年）4月24日，中國人民解放軍攻入太原，山西省政府機構徹底解體。